# Herrljunga (comuna)
Herrljunga (em sueco: Herrljungas kommun) é uma comuna do condado da Västra Götaland, no sudoeste da Suécia.  Sua capital é a cidade de Herrljunga. Possui 497 quilômetros quadrados e segundo censo de 2018, havia 9 494 pessoas. Essa comuna é predominantemente montanhosa e arborizada, com algumas planícies contínuas no noroeste, ao redor do curso inferior do rio Nissan. Tem indústrias de metal, madeira, eletrônica e pedra.